# Edou
Edou est une ville en république du Congo.

## Personnalités liées à la commune
Denis Sassou-Nguesso, président du pays, y est né en 1943.

## Hommages
Une statue du président Sassou-Nguesso trône sur la grande place de la ville. De même, la maison natale du président a été transformée en musée.